# Asobi ni Iku yo!
Asobi ni Iku yo! (яп. あそびにいくヨ! Асоби ни ику ё!, рус. «Давайте поиграем!») — серия лайт-новел Окины Камино, иллюстрированная Ходэном Эйдзо. В период с 25 октября 2003 по 25 февраля 2015 года было выпущено 20 томов.
Манга-адаптация начала выходить 26 августа 2006 года в сэйнэн-журнале Monthly Comic Alive, премьерный показ аниме-адаптации прошёл в июле-сентябре 2010 года.
В Индонезии манга была лицензирована компанией Elex Media Komputindo под названием Let’s Play.
Четыре drama CD была выпущены компанией Geneon Entertainment. Разработчиком Idea Factory для платформы PlayStation 2 была создана игра-адаптация под названием Asobi ni Iku yo! Chikyuu Pinchi no Konyaku Sengen (яп. あそびにいくヨ！～ちきゅうぴんちのこんやくせんげん～ Асоби ни ику ё! Тикю: пинчи но конъяку сэнгэн).

## Сюжет
История разворачивается вокруг обычного японского школьника Кио Какадзу, учащегося и проживающего в Окинаве. Однажды он знакомится с симпатичной девушкой с кошачьими ушками и хвостиком, представившейся как Эрис, которая, однако, является пришельцем с другой планеты и на которую вскоре начинают вести охоту спецслужбы и другие заинтересованные лица.

## Персонажи

### Основные
Кио Какадзу (яп. 嘉和 騎央 Какадзу Кио) — главный герой. Добрый, но с достаточно сложным характером мальчик. Наивен. Умеет обращаться с оружием, однако становится немного неуверенным, когда дело доходит до его реального применения. Также у Кио развито чувство справедливости, которое влияет на все его действия.
Сэйю — Муцуми Тамура
Эрис (яп. エリス Эрису) — 16-летняя инопланетянка, обладающая хорошими бойцовскими навыками. Послана капитаном внеземного корабля на своего рода разведку. Она — высокая дружелюбная девушка с длинным хвостом и ушками на голове, как у котёнка. Её взаимоотношения с Кио после первой же встречи переходят эмоциональный уровень, так как со стороны может показаться, что она — первая любовь юноши.
Сэйю — Канаэ Ито
Аои Футаба (яп. 双葉 アオイ Футаба Аои) — девочка-подросток, ранее работавшая на иммиграционные службы Японии. Она обладает способностью телепортировать к себе предметы, находящиеся в радиусе 50 метров, из-за которой была брошена родителями. Она влюблена в Кио, так как он является единственным человеком, кто стал к ней по-настоящему добр и искренен.
Сэйю — Кана Ханадзава
Манами Киндзё (яп. 金武城 真奈美 Киндзё: Манами) — соседка и подруга детства Кио. Является агентом ЦРУ, в её комнате находится множество специального оборудования и образцов вооружений. С детства влюблена в Кио.
Сэйю — Харука Томацу

### Второстепенные

#### Люди
ДЖЕК (яп. ジャック Дзякку), также JACK (сокращение от полного имени Janis Alectos Carotenas Karinato), несмотря на своё прозвище, является девушкой. Она работает на ЦРУ и является руководителем Манами. Обладает длинными светлыми волосами и привычками легко одеваться и питаться фаст-фудом. Ездит на личном автомобиле Chevrolet Corvette Stingray.
Сэйю — Юкико Мондэн
Маки Итокадзу (яп. 糸嘉州 マキ Итокадзу Маки) — учитель Кио и лидер японского отделения группы «Красивый контакт».
Сэйю — : Хироми Хирата
Юити Мияги (яп. 宮城 雄一 Мияги Ю:ити) — дядя Кио.
Сэйю — Фумихико Татики
Антониа (яп. アントニア) — богатая двенадцатилетняя девочка, лидер своего рода секты «Кошачья лапка», члены которой возносят в культ внешность кошек и, в частности, считают Эрис своей богиней.
Сэйю — Иори Номидзу
Сара (яп. サラ) и Мая (яп. 摩耶) — помощницы Антонии. Их озвучивают Акэно Ватанабэ и Саёри Исидзука.

#### Кэтианцы
Кунэ (яп. クーネ Ку:нэ) — капитан корабля кэтианцев.
Сэйю — Кикуко Иноуэ
Мэлвин (яп. メルウィン Мэрууин) — первый офицер корабля кэтианцев.
Сэйю — Аки Тоёсаки
Чайка (яп. киридзи = Тяйка) — офицер экипажа корабля кэтианцев, прямой командир Эрис.
Сэйю — Минако Котобуки
Дюрэл (яп. デュレル Дюрэру) — врач на корабле кэтианцев.
Сэйю — Наоми Синдо
Итика (яп. イチカ) — таинственная помощница.
Сэйю — Аяхи Такагаки.

#### Догисианцы
Дзэнс (яп. ジェンス Дзэнсу) — офицер, отвечающая за тайное налаживание связей своей расы с землянами, и, в свою очередь, пытающаяся помешать кэтианцам.
Сэйю — Юи Хориэ

#### Ассистероиды
Лори (яп. ラウリィ Раури:) — «ассистероид» Лори (производство — Кэтиан), выглядящий как симпатичная девушка. По техническим причинам ассистероиды того поколения изготовлялись с использованием биологических деталей («диспетчерские системы» и др.), так что де-факто Лори — киборг.
Сэйю — Минори Тихара

## Мир

### Расы
- Кэтианцы, или Кятианцы (от англ. «cat» — кошка) — раса инопланетян. Каждый её представитель выглядит и говорит, как человек, за исключением наличия кошачьих хвоста и ушек. После прилёта на Землю с разрешения Кио стали использовать его дом как своё посольство. Родная планета — Кятия/Кэтия, которая ранее называлась Землёй.
- Догисианцы (от англ. «dog» — собака) — раса инопланетных существ, похожих на кэтианцев, с тем исключением, что их хвосты и уши — собачьи. Они являются злейшими врагами кэтианцев (аналогично «отношениям» кошек и собак в реальном мире). Их прибытие на Землю держалось в строгом секрете.

### Организации
- «Красивый контакт» — террористическая группа, целью которой является контроль первого контакта человечества с инопланетной цивилизацией. Лидером японского отделения организации является Маки Итокадзу.

## Медиа

### Лайт-новел
| №  | Дата публикации       | ISBN                   |
| -- | --------------------- | ---------------------- |
| 01 | 25 октября 2003 года  | ISBN 4-8401-0861-7     |
| 02 | 25 февраля 2004 года  | ISBN 4-8401-1035-2     |
| 03 | 25 мая 2004 года      | ISBN 4-8401-1090-5     |
| 04 | 25 августа 2004 года  | ISBN 4-8401-1135-9     |
| 05 | 25 ноября 2004 года   | ISBN 4-8401-1174-X     |
| 06 | 25 апреля 2005 года   | ISBN 4-8401-1252-5     |
| 07 | 25 августа 2005 года  | ISBN 4-8401-1408-0     |
| 08 | 22 декабря 2005 года  | ISBN 4-8401-1469-2     |
| 09 | 25 сентября 2006 года | ISBN 4-8401-1597-4     |
| 10 | 25 мая 2007 года      | ISBN 978-4-8401-1844-6 |
| 11 | 25 мая 2008 года      | ISBN 978-4-8401-2310-5 |
| 12 | 25 марта 2009 года    | ISBN 978-4-8401-2486-7 |
| 13 | 25 января 2010 года   | ISBN 978-4-8401-3161-2 |
| 14 | 25 июня 2010 года     | ISBN 978-4-8401-3429-3 |
| 15 | 23 марта 2012 года    | ISBN 978-4-8401-4527-5 |
| 16 | 25 октября 2012 года  | ISBN 978-4-8401-4817-7 |
| 17 | 25 февраля 2013 года  | ISBN 978-4-8401-4994-5 |
| 18 | 25 декабря 2013 года  | ISBN 978-4-8401-4994-5 |
| 19 | 25 декабря 2014 года  | ISBN 978-4-04-067309-7 |
| 20 | 25 февраля 2015 года  | ISBN 978-4-04-067401-8 |

### Манга
| №  | Дата публикации       | ISBN                   |
| -- | --------------------- | ---------------------- |
| 01 | 23 марта 2007 года    | ISBN 978-4-8401-1692-3 |
| 02 | 22 сентября 2007 года | ISBN 978-4-8401-1954-2 |
| 03 | 23 апреля 2008 года   | ISBN 978-4-8401-2220-7 |
| 04 | 22 ноября 2008 года   | ISBN 978-4-8401-2294-8 |
| 05 | 23 марта 2009 года    | ISBN 978-4-8401-2544-4 |
| 06 | 23 января 2010 года   | ISBN 978-4-8401-2972-5 |
| 07 | 23 июня 2010 года     | ISBN 978-4-8401-3337-1 |

### Аниме-сериал
| Зрительский рейтинг      | Зрительский рейтинг      | Зрительский рейтинг      |
| (на 8 октября 2010 года) | (на 8 октября 2010 года) | (на 8 октября 2010 года) |
| ------------------------ | ------------------------ | ------------------------ |
| Сайт                     | Оценка                   | Голосов                  |
| AniDB                    | · ссылка                 | 287                      |
| Anime News Network       | · ссылка                 | 375                      |

Открывающая композиция:
- «Now loading…SKY!!» (в исполнении Sphere)

Закрывающие композиции:
- «Happy Sunshine» (Канаэ Ито) — серии 4, 7, 11.
- «Kokoro no Madobe Nite» (яп. 心の窓辺にて Кокоро но мадобэ нитэ, «У окошка в сердце») (Кана Ханадзава) — серии 1, 5, 8.
- «Omoide ga Jama wo Suru» (яп. 想い出がジャマをする Омойдэ га дзяма во суру, «Воспоминания только мешают») (харука Томацу) — серии 3, 6, 10.
- «Oira wa Sabishii Spaceman» (яп. おいらは淋しいスペースマン Ойра ва сабисий супэ:суман, «Я грустный пришелец») (Минори Тихара) — серия 9.
- «Smile☆Peace» (яп. スマイル☆ピース Сумайру Пи:су, «Улыбка, мир») (Канаэ Ито, Харука Томацу и Кана Ханадзава) — серия 12.

| 01 | A Cat Falls to Earth (Кошка, падшая на Землю) «Chikiu ni Ochitekita Neko» (ちきうにおちてきたねこ)                                      | 10 июля 2010 года     |
| Серия начинается с показа троих работников разных организаций, слушающих новостные сообщения о расшифровке послания инопланетян, звучащего как «Давайте сыграем!» (ромадзи «Asobi ni Iku yo!»). Одна из этой троицы вскоре надевает бронированный костюм и проникает на борт корабля, капитан которого, завидев её, взрывает всё вокруг. В следующей части серии обычный японский школьник Кио Какадзу замечает на проводимом мероприятии девушку с необычной внешностью – кошачьими ушками на голове и хвостом, и не даёт споить её своему дяде. Однако сам, выпив пива, на некоторое время «отключается». Очнувшись, он обнаруживает в своей постели полуголой ту самую девушку, Эрис, которая излечивает его похмелье неким портативным устройством. В его дом наведываются соседка Минами Киндзё и учительница Маки Итокадзу, которые, завидев девушку в нескромном костюме, начинают думать, что Кио извращенец и заставил её заниматься косплей-играми и сексом всю ночь. Однако Эрис показывает им, что и хвост, и ушки являются настоящими, и заявляет, что она инопланетянка. После этого две гостьи неожиданно уходят. Выйдя на прогулку, Кио встречает свою подругу Аои Футабу, которая затем приглашает его на свидание. Однако в тот же момент появляется человек в машине, представившийся её дядей, и увозит девушку с собой. В конце серии выясняется, что многие герои являются членами спецслужб: Манами — ЦРУ, Аои — иммиграционного бюро Японии, Маки же — лидер организации, называющей себя «Красивый контакт», и все они должны ликвидировать Эрис. | |                       |
| 02 | I Came to Play (Я начинаю игру) «Asobikinimashita» (あそびきにました)                                                                   | 17 июля 2010 года     |
| В качестве компенсации за доставленные неудобства Эрис предлагает Кио переспать с ним, но юноша отказывается. На следующее утро инопланетянка с помощью специальных капсул выращивает в присутствии Юити и его племянника минироботов, способных справиться с практически любой работой. Во время прогулки Кио и Эрис последнюю похищают агенты ЦРУ. Юноша при поддержке дяди, Аои, а также разоблачённых Манами и Маки проникают на военную базу и вызволяют её. Ответную атаку спецслужб удаётся отбить с помощью тех самых минироботов. | |                       |
| 03 | I've Come To Stay (Я, пожалуй, ещё останусь) «Tomarikinimashita» (とまりきにました)                                                     | 24 июля 2010 года     |
| В ходе переговоров японское правительство разрешает кэтианцам остаться на планете. Манами и Аои заявляют, что хотят покинуть город в связи с невыполнением отданных им приказов, однако кэтианцы объявляют дом Кио посольством, в связи с чем их нахождение там может быть безопасным, и девушки остаются. Некие люди неудачно пытаются похитить одного из минироботов. Между тем тайные переговоры с руководством страны по поводу прилёта кэтианцев продолжают догисианцы, их извечные противники, прибывшие на Землю раньше них. | |                       |
| 04 | I've Come to Take You Away «Saraikinimashita» (さらいきにました)                                                                        | 31 июля 2010 года     |
| У Эрис начинается брачный сезон, и она начинает вести себя вызывающе. Аои получает в своё распоряжение двух минироботов-помощников (ассистероидов). Группа помешанных на всём, что связано с кошками, «Кошачья Лапка», руководимые фанатичной Антониа Морфеносс, похищают Эрис как «идола для поклонения», а вместе с ней и Кио. | |                       |
| 05 | I've Come to Rescue You (Я спасу тебя) «Tasukekinimashita» (たすけきにました)                                                           | 7 августа 2010 года   |
| Аои и Манами удаётся спасти Эрис и Кио, дав Антониа понять, что её действия слишком безрассудны. | |                       |
| 06 | I Have Practiced (Практика полным ходом) «Renshiu Shimashita» (れんしうしました)                                                        | 14 августа 2010 года  |
| Кэтианцы узнают, что догисианцы прилетели на Землю раньше них. Манами и Аои используют для тренировок особую комнату кэтианцев, эмулирующую те или иные вещи или даже ситуации. | |                       |
| 07 | We Have Come To Swim (Начинаем купание) «Oyogi ki Nimashita» (およぎきにました)                                                         | 21 августа 2010 года  |
| На новый семестр Эрис и даже Антониа с её подручными поступает в класс Кио. Вместе с членами видеоклуба все они отправляются на берег моря, где подвергаются атаке догисианцев. Эрис для подавления инстинкта спаривания дают специальные таблетки. | |                       |
| 08 | We've come to duel (Начинаем дуэль) «Kettō Shimashita» (けっとうしました)                                                               | 28 августа 2010 года  |
| У Манами и Аои созревает конфликт, и они решают выяснить отношения «в полевых условиях» и с оружием в руках. На них нападают двое неизвестных, однако девушкам легко удаётся их обезвредить. Тем не менее Манами, как выигравшая спор, в качестве награды просит Аои отныне называть главного героя Киусиком, надеясь тем самым их сблизить. | |                       |
| 09 | The Ultimate First Assist-a-roid? (Самый первый ассистероид?) «Idai naru Saisho no Asisutoroido?» (いだいなるさいしょのあしすとろいど?) | 4 сентября 2010 года  |
| На Землю с целью дружеского визита прилетает самый первый созданный ассистероид Лори, выглядящий как симпатичная девушка. | |                       |
| 10 | We've Come To Aim «Nerai ki Nimashita» (ねらいきにました)                                                                               | 11 сентября 2010 года |
| Главный герой вместе с друзьями празднует наступление Рождества. Но в самый разгар веселья дом, где они находятся, и корабль кэтианцев на орбите Земли атакуют догисианцы. Раненая Кунэ успевает передать Кио свои обязанности как капитана. | |                       |
| 11 | We've Come To Search «Sagashi ki Nimashita» (さがしきにました)                                                                          | 18 сентября 2010 года |
| Кио и его команда снаряжают собственный корабль, дабы отправиться на орбиту, где находится захваченный корабль кэтианцев. | |                       |
| 12 | We've Come To Find It «Mitsuke ki Nimashita» (みつけきにました)                                                                         | 25 сентября 2010 года |
| Главным героям удаётся обезвредить догисианцев, но при этом, чтобы космический корабль принял команды от него самого, юноша был вынужден перевоплотиться в кэтианца. После этого у него появились дополнительные кошачьи уши на голове. | |                       |